# Liste der Abgeordneten zum Vorarlberger Landtag (XXIX. Gesetzgebungsperiode)

Zusammensetzung von Landtag und Landesregierung nach der Wahl 2009

Diese Liste bietet einen Überblick über die Mitglieder des XXIX. Vorarlberger Landtags in der Legislaturperiode von 2009 bis 2014.
Der 29. Vorarlberger Landtag wurde in der konstituierenden Sitzung am 14. Oktober 2009 angelobt. Am 20. September desselben Jahres fand die Wahl zum Vorarlberger Landtag statt (Siehe dazu Landtagswahl in Vorarlberg 2009).

## Landtagspräsidium
Das Landtagspräsidium setzt sich aus der Landtagspräsidentin und ihren beiden Vizepräsidenten zusammen. Die Aufgabe des Präsidiums ist es, die Sitzungen des Landtags zu leiten und den Vorarlberger Landtag nach außen hin zu vertreten.
In der 29. Legislaturperiode des Vorarlberger Landtags wurde zunächst mit Bernadette Mennel (ÖVP) erstmals eine Frau als Vorarlberger Landtagspräsidentin gewählt. Gabriele Nußbaumer (ÖVP) und Ernst Hagen (FPÖ) wurden als Vizepräsidenten bestellt. Während der Legislaturperiode kam es zu einem Wechsel in der Zusammensetzung des Landtagspräsidiums, nachdem Mennel am 14. November 2012 als Landesrätin in die Vorarlberger Landesregierung wechselte. Gabriele Nußbaumer wurde neue Landtagspräsidentin, Heinz Peter Ritter (ÖVP) deren Nachfolger als Vizepräsident.
Dem erweiterten Präsidium gehören außerdem die Fraktionsvorsitzenden der vier Landtagsklubs an. Gemeinsam bilden sie ein beratendes Gremium, das dem Landtagspräsidenten bei der Erstellung der Tagesordnungen sowie der Festlegung der Sitzungszeiten behilflich ist.

## Beamte/Beisitzer
Jeder Landtagssitzung sitzen zwei Beamte bei, die fraktionslos sind und den ordentlichen Geschäftsablauf des Vorarlberger Landtags überwachen. Der Landtagsdirektor ist dabei Schriftführer jeder Sitzung und der Landesamtsdirektor ist als ranghöchster Beamter des Amts der Vorarlberger Landesregierung teilnahmeberechtigt. Weder der Landesamtsdirektor noch der Landtagsdirektor haben ein Stimmrecht im Vorarlberger Landtag. Johannes Müller war bis 2010 als Landesamtsdirektor bestellt, ihm folgte Günther Eberle in seiner Funktion nach. Peter Bußjäger hatte das Amt des Landtagsdirektors bis 2012 inne, seine Nachfolgerin wurde am 1. Jänner 2013 Borghild Goldgruber-Reiner.
Darüber hinaus sind sämtliche Mitglieder der Vorarlberger Landesregierung teilnahme-, aber nicht stimmberechtigt bei den Sitzungen des Landtags. So soll sichergestellt werden, dass das Exekutivorgan, welches Beschlüsse des Landtags auszuführen hat, diesem Legislativorgan Rechenschaft ablegt.

## Abgeordnete
Im 29. Vorarlberger Landtag sind 36 Abgeordnete von 4 Parteien vertreten. Dies sind die Österreichische Volkspartei (ÖVP), die Freiheitliche Partei Österreichs (FPÖ), Die Grünen und die Sozialdemokratische Partei Österreichs (SPÖ).
Dem Vorarlberger Landtag steht es außerdem zu, 3 Vertreter in den Bundesrat nach Wien zu entsenden. In der 29. Gesetzgebungsperiode waren dies die Bundesräte Magnus Brunner (ÖVP), Edgar Mayer (ÖVP) und Cornelia Michalke (FPÖ).

### Liste der Abgeordneten
Die jeweiligen Fraktionsvorsitzenden wurden farblich hervorgehoben. Grau steht für den ÖVP-Landtagsklub, rot für den SPÖ-Landtagsclub, blau für den Freiheitlichen Landtagsklub und grün für den Landtagsklub „Die Grünen“.
| Name                            | Fraktion   | Wahlkreis           | Anmerkungen |
| ------------------------------- | ---------- | ------------------- | --- |
| Allgäuer Daniel                 | FPÖ        | Feldkirch           | |
| Aydın Vahide                    | Die Grünen | Dornbirn            | |
| Benzer Silvia                   | FPÖ        | Bregenz             | |
| Blum Ernst                      | FPÖ        | Landeswahlvorschlag | |
| Bösch Bernd                     | Die Grünen | Landeswahlvorschlag | |
| Brunner Josef                   | FPÖ        | Bludenz             | |
| Burtscher Erika                 | ÖVP        | Dornbirn            | |
| Egger Dieter                    | FPÖ        | Dornbirn            | |
| Fischer Kurt                    | ÖVP        | Dornbirn            | |
| Fischer Mirjam                  | SPÖ        | Feldkirch           | |
| Fröwis Theresia                 | ÖVP        | Bregenz             | |
| Frühstück Roland                | ÖVP        | Bregenz             | am 4. November 2009 als Nachfolger von Herbert Sausgruber angelobt; ab 7. Dezember 2011 Klubobmann der ÖVP-Fraktion. |
| Gögele Rainer                   | ÖVP        | Feldkirch           | am 7. Dezember 2011 nach Wahl in die Landesregierung ausgeschieden; zuvor Klubobmann der ÖVP-Fraktion.               |
| Gruber Beate                    | ÖVP        | Bregenz             | |
| Hack Manuela                    | ÖVP        | Bregenz             | am 4. November 2009 als Nachfolgerin von Karlheinz Rüdisser angelobt                                                 |
| Hagen Ernst                     | FPÖ        | Dornbirn            | 2. Landtagsvizepräsident                                                                                             |
| Hofer Albert                    | ÖVP        | Dornbirn            | |
| Huber Werner                    | ÖVP        | Feldkirch           | am 4. November 2009 als Nachfolger von Markus Wallner angelobt                                                       |
| Jussel Rudolf                   | FPÖ        | Feldkirch           | |
| Kaufmann Thomas                 | ÖVP        | Bregenz             | am 12. Dezember 2012 als Nachfolger von Bernadette Mennel angelobt                                                   |
| Kinz Hubert                     | FPÖ        | Bregenz             | |
| Kucera Matthias                 | ÖVP        | Bregenz             | am 4. November 2009 als Nachfolger von Erich Schwärzler angelobt                                                     |
| Mennel Bernadette               | ÖVP        | Bregenz             | am 14. November 2012 nach Wahl in die Landesregierung ausgeschieden; zuvor Landtagspräsidentin                       |
| Moosbrugger Josef               | ÖVP        | Bregenz             | |
| Muxel Alexander                 | ÖVP        | Feldkirch           | am 14. Dezember 2011 als Nachfolger von Rainer Gögele angelobt                                                       |
| Nußbaumer Gabriele              | ÖVP        | Feldkirch           | seit 14. November 2012 Landtagspräsidentin; zuvor 1. Landtagsvizepräsidentin                                         |
| Rauch Johannes                  | Die Grünen | Feldkirch           | |
| Reis Monika                     | ÖVP        | Dornbirn            | |
| Ritsch Michael                  | SPÖ        | Bregenz             | |
| Ritter Heinz Peter              | ÖVP        | Bludenz             | seit 14. November 2012 1. Landtagsvizepräsident                                                                      |
| Rüdisser Karlheinz              | ÖVP        | Bregenz             | am 19. Oktober 2009 nach Wahl in die Landesregierung ausgeschieden                                                   |
| Sausgruber Herbert              | ÖVP        | Bregenz             | am 16. Oktober 2009 nach Wahl in die Landesregierung ausgeschieden                                                   |
| Schallert Elmar                 | ÖVP        | Bludenz             | am 4. November 2009 als Nachfolger von Siegmund Stemer angelobt                                                      |
| Schmid Greti                    | ÖVP        | Feldkirch           | am 19. Oktober 2009 nach Wahl in die Landesregierung ausgeschieden                                                   |
| Schwärzler Erich                | ÖVP        | Bregenz             | am 16. Oktober 2009 nach Wahl in die Landesregierung ausgeschieden                                                   |
| Spiß Kornelia                   | FPÖ        | Landeswahlvorschlag | |
| Sprickler-Falschlunger Gabriele | SPÖ        | Landeswahlvorschlag | |
| Stemer Siegmund                 | ÖVP        | Bludenz             | am 19. Oktober 2009 nach Wahl in die Landesregierung ausgeschieden                                                   |
| Türtscher Josef                 | ÖVP        | Bludenz             | |
| Wallner Markus                  | ÖVP        | Feldkirch           | am 19. Oktober 2009 nach Wahl in die Landesregierung ausgeschieden                                                   |
| Wiesenegger Gert                | ÖVP        | Feldkirch           | am 4. November 2009 als Nachfolger von Greti Schmid angelobt                                                         |
| Wiesflecker Katharina           | Die Grünen | Bregenz             | |
| Winder Christoph                | ÖVP        | Dornbirn            | |
| Winsauer Thomas                 | ÖVP        | Landeswahlvorschlag | |